# Magnetschließe
Eine Magnetschließe ist der Teil einer Schmuckkette, der anstelle von herkömmlichen Schließsystemen, wie etwa Feder-Ösen verwendet wird. Durch die Magnetkraft ist das Schließen und Öffnen einer Kette einfacher.
Zur Verwendung kommen ausschließlich Dauermagnete.
Ist die Kette einer starken kinetischen Beanspruchung ausgesetzt, wird sie reißen. Bei einer passend gewählten Magnetschließe löst sich als „Sollbruchstelle“ zuerst der Verschluss, bevor die Kette beschädigt wird.
Die Magnetschließe bietet dem Träger ein hohes Maß an Bequemlichkeit. Der Verschluss schließt sich durch Magnetkraft praktisch von selbst. 
Der Verschluss integriert sich in das Gesamtdesign der Kette.